# Виктор Франкенщайн
„Виктор Франкенщайн“ (на английски: Victor Frankenstein) е американски научнофантастичен филм на ужасите от 2015 г., базиран на съвременните адаптации на романа „Франкенщайн“ от 1818 г. на Мери Шели. Филмът е режисиран от Пол МакГиган по сценарий на Макс Ландис, и участват Даниел Радклиф, Джеймс Макавой, Джесика Браун Финдли, Андрю Скот и Чарлс Данс. Филмът е пуснат в Съединените щати на 25 ноември 2015 г. от „Туентиът Сенчъри Фокс“.